# Пневматичне збагачення корисних копалин
Пневматичне збагачення корисних копалин (рос. пневматическое обогащение полезных ископаемых, англ. pneumatic mineral processing (mineral preparation, beneficiation, cleaning, concentration, dressing, enrichment, preparation, separation, washing); нім. pneumatische Aufbereitung f der nutzbaren Mineralien) — процеси розділення корисних копалин у повітряному середовищі. Пневмозбагачення здійснюється в пневматичних сепараторах і пневматичних відсаджувальних машинах.

## Загальний опис
Застосовуються переважно за спрощеною технологією легких корисних копалин (наприклад, бурого вугілля) легкої та середньої збагачуваності. Реалізується П.з.к.к. на перфорованій робочій поверхні під дією повітряного потоку, іноді у поєднанні зі струшуванням робочої поверхні.
Переваги П.з.к.к. — простота схем збагачення та фабрик у цілому, нижчі капітальні витрати та собівартість процесу, менша енергоємність, відсутність потреб у воді і операції зневоднення.
Основний недолік П.з.к.к. — низька технологічна ефективність процесу. Тому П.з.к.к. має обмежене застосування — переважно для збагачення бурого та легкозбагачуваного кам'яного вугілля.
Машини для П.з.к.к. прийнято розділяти на пневматичні сепаратори та пневматичні відсаджувальні машини.
Пневматичні сепаратори використовують для збагачення матеріалу крупністю 6–75 мм, пневматичні відсаджувальні машини — 1–25 мм. Найбільше поширення П.з.к.к. отримало в Росії — на Північному і Південному Уралі та на Далекому Сході. Крім того, є окремі установки для пневматичного збагачення кам'яного вугілля в Кузбасі, Воркуті та в країнах Середньої Азії. Використовуються сепаратори типів: СП-12, СП-6, ОСП-100, СПБ-100М, СПБ-100, СПК-40М, УШ-3 та пневматичні відсаджувальні машини типу ПОМ.
Виготовляє машини для П.з.к.к. Карагандинський машинобудівний завод № 2. Технологічні схеми пневматичного збагачення звичайно включають суху класифікацію на машинні класи 6 (13) — 50 (75) і 0 — 6 (13) мм.

## Особливості технології
Застосування пневматичних процесів збагачення доцільне в суворих кліматичних районах або в районах з недостачею води, а також при переробці корисних копалин, що містять породу, яка легко розмокає з утворенням значної кількості шламів, унаслідок чого порушується процес розділення.
Пневматичні процеси протікають у відповідності з законами гравітаційного розділення. Рух тіл у повітряному середовищі аналогічний руху тіл у рідині, суттєва відмінність повітряного середовища від водного — низька густина 1,23 кг/м3 і мала в'язкість 1,8•10−5 Па•с.
Повітряне середовище створює незначний опір руху зерен у порів-няні з водою, що приводить до збільшення кінцевої швидкості, внаслідок чого шкала класифікації більш вузька.
Особливість процесу пневматичного збагачення полягає в тому, що він відбувається при коефіцієнті розпушення постелі значно більшому, ніж при гідравлічній відсадці, що обумовлюється важчими умовами транспортування продуктів розшарування по робочій поверхні. Для забезпечення нормальної роботи апаратів пневматичного збагачення тиск повітря повинен бути не менше 50 — 80 Па на кожний сантиметр товщини постелі. Відносне переміщення частинок в постелі і їх розшарування залежать в основному від густини. Утриманню кожного шару постелі, що сформувався, у зваженому стані відповідає строго визначена швидкість висхідного потоку повітря.
Процеси пневматичного збагачення характеризуються спрощеною технологією, їх переваги полягають в простоті схем збагачення, менших капітальних витратах, собівартості процесу і енергоємності, одержанні сухих продуктів збагачення і відсутності потреб у воді та операції зневод-нення. Основні недоліки пневматичних процесів: вологість збагачуваних матеріалів не повинна перевищувати 5 %, їх збагачуваність повинна бути легкою, точність розділення — низька. Низьку ефективність процесу обумовлюють необхідність ведення процесу пневматичного збагачення при великих значеннях коефіцієнта розпушення і малій густині повітря. Тому пневматичні процеси мають обмежене застосування — переважно для зба-гачення бурого та легкозбагачуваного кам'яного вугілля, азбесту і деяких інших корисних копалин з малою густиною.

## Основні параметри, які впливають на ефективність процесу пневмозбагачення
Основні параметри, які впливають на ефективність процесу пневмозбагачення, поділяють на дві групи: технологічні й конструктивні.

### Технологічні параметри
До основних технологічних параметрів належать: гранулометричний і фракційний склад вихідного матеріалу та його вологість.
Вологість вихідного матеріалу за умов експлуатації повинна бути 5-7 %. Підвищення вологості призводить до зниження швидкості розшарування, продуктивності та якості продуктів збагачення: забиваються отвори робочої поверхні й порушується подача повітря.
Крупність вихідного матеріалу впливає на товщину постелі. Збільшення крупності вихідного матеріалу приводить до збільшення товщини постелі та потребує збільшення витрат і тиску повітря, збі-льшення амплітуди і зменшення частоти пульсацій.
Гранулометричний склад вихідного матеріалу. При гравітаційному збагаченні вугілля в широкому діапазоні крупності дрібні класи не збагачуються, але їх присутність у пневматичному апараті поліпшує процес розділення інших класів крупності. Тому бажано, щоб в збагачуваному матеріалі було близько 30 % дріб'язку, хоча загальновідомо, що його присутність погіршує технологічні показники.
Зольність дрібних класів повинна бути невисокою, тому що дрібні класи переходять у концентрат у незбагаченому стані.
Фракційний склад вихідного матеріалу визначає його збагачуваність, а отже вихід і зольність продуктів збагачення.
Рівномірність навантаження апарата. Подача живлення по-винна бути рівномірною, тому що при зниженні навантаження матеріал осідає між рифлями і направляється у відходи; при підвищенні навантаження не всі важкі зерна розташовуються між рифлями і потрапляють у концентрат.
Продуктивність апарата залежить від вологості, збагачуванос-ті й гранулометричного складу матеріалу.

### Конструктивні параметри
До основних конструктивних параметрів належать характеристика робочої поверхні та коливальний режим.
Висота рифлів сепараторів установлюється залежно від гранулометричного і фракційного складу вихідного матеріалу. Висота рифлів у поперечному напрямі поступово зменшується від розвантажувального борту до відбійного бруса і в подовжньому напрямі — до торця деки. Від висоти рифлів деки залежить рівномірність розподілення матеріалу, від висоти бортових рифлів — товщина постелі й швидкість розвантаження концентрату. Ширина простору між рифлями повинна бути не менше потрійного розміру максимальних грудок збагачуваного матеріалу.
Подовжній кут нахилу деки визначає швидкість розвантаження відходів і промпродукту, і для сепараторів звичайно складає 6º. Якщо розпушення матеріалу недостатнє і різниця в швидкостях руху вздовж деки нижніх і верхніх шарів постелі не забезпечує необхідної концентрації матеріалу, подовжній кут збільшують до 8º. Для відсаджувальних машин кут подовжнього нахилу деки складає 10-11º.
Поперечним кутом нахилу деки сепаратора регулюють швидкість розвантаження концентрату. При оптимальних режимах він складає близько 6º. Якщо при занижених витратах повітря верхні шари постелі слабко розпушені й швидкість їх переміщення недостатня, поперечний кут нахилу деки сепаратора збільшують до 8-10º.
Кути нахилу опор сепаратора визначають інтенсивність розпушення шару постелі на деці. Оптимальні результати збагачення досягаються при кутах нахилу деки до горизонту біля завантажувального торця 38-45º, біля розвантажувального — 50-55º. Зі зменшенням вмісту породи у вихідному матеріалі різниця в нахилах опор деки повинна зростати. Завдяки зменшенню різниці в нахилах опор забезпечується накопичення важких фракцій біля розвантажувального торця і внаслідок цього — одержання чистих відходів.
Витрата повітря залежить від гранулометричного і фракційного складу вихідного матеріалу. Повітря має розподілятися рівномірно по всій деці. При недостатніх витратах повітря і нерівномірному його розподілі по площі деки ефективність збагачення різко знижується. Надмірна кількість повітря призводить до місцевого здуття і заглиблень, наслідком чого є перемішування постелі. Чим більша крупість, вологість і збагачуваність вугілля, а також висота постелі, тим більшими повинні бути витрати і тиск повітря.
Частота й амплітуда коливань деки сепаратора впливає на ступінь розпушення постелі та продуктивність апарата. Ці параметри встановлюється залежно від вмісту породи у вихідному матеріалі та його вологості. Чим більша частота коливань деки, тим швидше відувається розвантаження відходів.
Амплітуда коливань деки визначається ексцентриситетом при-водного валу і параметрами кінематичної схеми машини; при вста-новленому положенні опор вона складає 6-10 мм.
Пневматичне збагачення простіше і дешевше гідравлічного, але ефективність його значно нижча.
Пневмосепарація дозволяє переробляти матеріал крупністю 6-50 або 13-75 мм, пневмовідсадка — крупністю до 13 мм.
Технологічні схеми пневмозбагачення характеризуються простотою. Для вугілля легкої збагачуваності з малозольним дріб'язком може бути застосована схема з глибиною збагачення 6 або 13 мм. Крупний клас +6 (+13) мм збагачується в пневмосепараторах, а дрібний –6 (–13) мм приєднується до концентрату в незбагачуваному вигляді.